# Myristica longipes
Myristica longipes är en tvåhjärtbladig växtart som beskrevs av Otto Warburg. Myristica longipes ingår i släktet Myristica och familjen Myristicaceae. Inga underarter finns listade i Catalogue of Life.